# Сив цвят
Сивото е вторичен неутрален цвят, неутрален (контрапунктен и еквивалентен едновременно) спрямо бялата слънчева светлина, разпознаваем от човека предимно в някои метали.
Единственият вторичен неутрален цвят в изобразителното изкуство. Сивото е производно на двата неутрални основни цвята – бялото и черното. Цветът е неспособен да се преобразува – при смесването му с основните цветове губи своята характеристика, ето защо той е възможен единствено в неутралната гама.